# Les Ailes brisées
Cet article concerne l'association. Pour le film d'André Berthomieu, voir Les Ailes brisées (film). Pour la telenovela turque, voir Ailes brisées.
Les Ailes brisées est une association française regroupant des anciens combattants et blessés de l'armée aérienne, créée en 1926 et reconnue d'utilité publique depuis 1928.

## Histoire
Dans le sillage de l'association des Gueules cassées, l'association des Ailes brisées est déclarée le 15 mars 1926 à l'initiative de cinq aviateurs blessés durant la Première Guerre mondiale, René Charles, Robert Solignac, Marc Chardin, Alexandre Duthion et Emile Picard en traitement au Val-de-Grâce.
L'association des Ailes brisées est une association régie par la loi de 1901 et est reconnue d'utilité publique depuis le 19 novembre 1928.
Le financement des Ailés brisées (ainsi que celui des Gueules cassées) a, entre 1931 et 1933, été assuré par des tirages spéciaux de la Loterie nationale. 
L'association s'est ensuite ouverte aux personnels blessés de l'aviation civile.

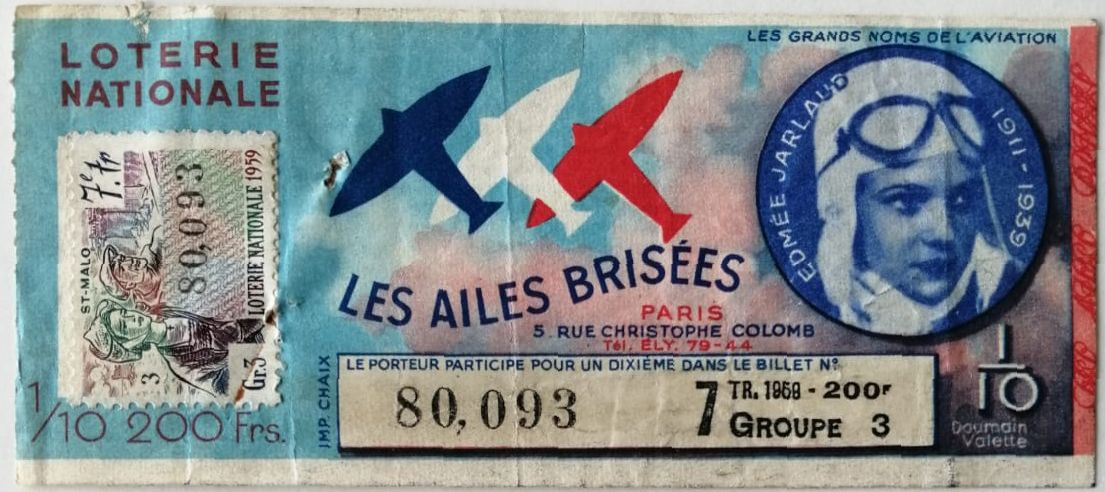
Billet de loterie à l'effigie de l'aviatrice Edmée Jarlaud (1959)

## Activités
Les buts de l'association sont de donner une assistance  matérielle  et morale aux navigants civils et militaires accidentés en service aérien et à leur famille, d'honorer le souvenir des morts de l'aviation et du parachutisme et de réunir les anciens combattants de l'arme aérienne, les navigants et anciens navigants civils et militaires et les parachutistes et anciens parachutistes. 

## Administration
Elle est dirigée par un président ainsi qu'un conseil comprenant 16 membres.
Le président des Ailes brisées depuis 2014 est le général Jean-Pierre Martin. 